# Jurići (Poreč)
Jurići is een plaats in de gemeente Poreč in de Kroatische provincie Istrië. De plaats telt 5 inwoners (2001).